# Henri d'Isny
Henri d'Isny (appelé en allemand Heinrich von Isny), né en 1222 à Isny im Allgäu et mort en 1288 à Haguenau, est un religieux suisse qui fut en particulier évêque de Bâle et prince-évêque de Mayence. Il était surnommé en allemand Knoderer ou Gürtelknopf à cause du cordon de son ordre, les frères mineurs conventuels.

## Biographie
Henri d'Isny naît dans la Souabe actuelle dans une famille de boulangers. Il est éduqué par les frères mineurs conventuels. Il étudie à Paris et devient maître de lecture des frères mineurs à Bâle. Pendant les années 1274-1275, il est confesseur de l'empereur Rodolphe Ier du Saint-Empire.
Il est nommé évêque de Bâle en 1275. Le chapitre de Mayence le choisit comme archevêque en 1286. Son gouvernement fut sévère. Il entreprit de réformer son clergé, mais il ne vécut pas assez longtemps pour mener à bien sa tâche. Il meurt en 1288 et est enterré dans la cathédrale de Mayence.

## Source
- Chronicon koenigsfeldense usque ad a. 1442, In : M. Gerbert : Crypta San-Blasiana nova Principum Austriacorum, translatis eorum cadaveribus ex Cathedrali Ecclesia Basileensi et Monasterio Koenigsfeldensi in Helvetia anno 1770 ad conditorium novum Monasterii S. Blasii in Nigra Silva. St. Blasien 1785, p. 86–113.
- L'Art de vérifier les dates, publié en 1750 par Charles Clémencet, avec la collaboration de Maur Dantine et d'Ursin Durand, p. 114.
- Zimmerische Chronik, Band 1, p. 115

- (de) Cet article est partiellement ou en totalité issu de l’article de Wikipédia en allemand intitulé « Heinrich von Isny » (voir la liste des auteurs).